# 10 de l'Ossa Major
10 de l'Ossa Major (10 Ursae Majoris) és un estel de magnitud aparent +3,97, que malgrat el seu nom, es troba a la constel·lació del Linx. Quan al segle xviii es van assignar els nombres de Flamsteed se'l va enquadrar a la constel·lació de l'Ossa Major; no obstant això, amb els límits moderns de les constel·lacions establerts en la dècada del 1920, l'estel va quedar finalment integrada dins de Linx. Actualment és el tercer estel més brillant d'aquesta constel·lació després d'α Lyncis i 38 Lyncis.
10 Ursae Majoris és un estel binari compost per una nana blanca-groga de tipus espectral F5V i magnitud +4,11, i un estel similar al Sol de magnitud +6,18 i tipus G5V. La component més brillant té una temperatura de 6.500 K i una lluminositat 4,8 vegades major que la del Sol. La nana groga anàloga al Sol té 5.600 K de temperatura i un 80% de la lluminositat solar. La distància mitjana entre ambdues és de 10,6 ua, movent-se en una òrbita moderadament excèntrica que fa que la separació varie entre 12,0 i 9,9 ua al llarg d'un període orbital de 21,78 anys. Les masses estimades són 1,44 masses solars per l'estrella F5 i 1 massa solar per l'estrella G5. El sistema s'hi troba a 54 anys llum de la Terra.